# Etterna

## Grabación del álbum
El álbum Etterna fue lanzado en el año 2002 y es segundo en la discografía de Emma Shapplin.
El nombre “Etterna” y título de pista se atribuye al modo que Dante lo escribió, en lugar de la palabra “ Eterna” en italiano moderno.
Se encuentra al igual que su primer álbum Carmine Meo, con las mismas influencias poéticas y lingüísticas pero en un italiano más barroco (siglo XIII) adaptándose a una ideología mucho más soñadora y dramática. Esta lengua forma parte de algunas de sus primeras lecciones de canto clásicas.
La concepción del mismo está orientada hacia el océano, siendo el agua un elemento muy importante para la artista y porque forma parte de una proyección lógica de Carmine Meo que es orientado hacia la tierra y el fuego.
Fue compuesto en Francia, luego se enviaron las canciones a Los Ángeles, cuando las mismas regresaron a Francia Emma le pidió a Graeme Revell que compusiera algunas partes también.
Gran parte del trabajo asociado a este disco fue realizada por correo electrónico mediante el envío de archivos Midi, audio ficheros y cientos de fax. Emma Afirma que fue un desafío importante por la dificultad de describir un sonido, una emoción o una sensación a través de estas herramientas.

Una vez realizados los arreglos correspondientes por parte de la artista y de Graeme, ambos se reunieron en Londres para ultimar detalles y grabaron en los estudios de Abbey Road con la Filarmónica de Londres que por supuesto Emma destaca como una experiencia fenomenal e inolvidable.
“Es como haber tomado un puñado de tierra del universo de Carmine Meo sumergiéndole en el agua y sus personajes, aun si no son los mismos, se estuvieran enfrentando a otro elemento.”

## Lanzamiento
22 de septiembre de 2002

## Lista de temas
| 1  | Un Sospir' di voi        | 4:13 |
| 2  | Aedeus                   | 4:11 |
| 3  | Dame non venni           | 4:24 |
| 4  | La notte eterna          | 5:43 |
| 5  | Leonora                  | 3:53 |
| 6  | Celtica                  | 5:04 |
| 7  | La silente riva          | 3:53 |
| 8  | Spesso, sprofondo        | 5:48 |
| 9  | Mai piu serena           | 4:15 |
| 10 | Nell aria bruna          | 5:00 |
| 11 | FInale                   | 1:15 |
| 12 | La notte etterna (remix) | 3:42 |

## Personal

### Producción
Emma Shapplin / Liner Notas, Artista Primario

## Cubiertas
- Datos: Q3650977